# Kilómetro Diez
Kilómetro Diez är en ort i Mexiko.   Den ligger i kommunen Carmen och delstaten Campeche, i den östra delen av landet, 900 km öster om huvudstaden Mexico City. Kilómetro Diez ligger 28 meter över havet och antalet invånare är 312.
Terrängen runt Kilómetro Diez är platt. Runt Kilómetro Diez är det glesbefolkat, med 11 invånare per kvadratkilometer. Närmaste större samhälle är Licenciado Gustavo Díaz Ordaz, 10,1 km söder om Kilómetro Diez. Trakten runt Kilómetro Diez består till största delen av jordbruksmark.